# موشون‌سنت‌میکلوش
موشون‌سنت‌میکلوش (به مجاری:  Mosonszentmiklós) یک شهرداری در مجارستان است که در ناحیه دیور واقع شده‌است. موشون‌سنت‌میکلوش ۳۰٫۷۱ کیلومتر مربع مساحت و ۲٬۴۵۱ نفر جمعیت دارد.